# Aleksis-Kivi-Denkmal (Helsinki)

Aleksis-Kivi-Denkmal

Das Aleksis-Kivi-Denkmal ist ein Denkmal für den finnischen Schriftsteller Aleksis Kivi in Helsinki in Finnland.

## Lage
Es befindet sich auf dem Platz Rautatientori in der Innenstadt von Helsinki vor dem Finnischen Nationaltheater. Etwas weiter westlich befindet sich der Helsinkier Hauptbahnhof.

## Gestaltung und Geschichte
Es stellt Aleksis Kivi als überlebensgroße Bronzeskulptur melancholisch auf einem Stuhl sitzend dar. Bei der Darstellung Kivis bezog sich der Bildhauer Wäinö Aaltonen auf ein vom Maler AE Forsell gefertigtes Porträt Kivis. Unterhalb des Stuhls sind drei Reliefs angeordnet, die sich jeweils auf ein literarisches Werk Kivis (Sydämeni laulu, Keinu und Seitsemän veljestä pakenee Impivaarasta) beziehen. Auf der Rückseite des Denkmals befinden sich zwei Strophen aus dem Gedicht Ikävyys. Die Skulptur ruht auf einem steinernen Sockel auf dessen Vorderseite der Schriftzug ALEKSIS KIVI angebracht ist.
Das Denkmal wurde am 10. Oktober 1939 enthüllt. Zuvor hatte in den Jahren 1928 bis 1930 ein zweistufiger Wettbewerb stattgefunden. Die erste Stufe hatte Carl Wilhelms, die zweite Aukusti Veuro gewonnen. Trotzdem beauftragte man letztlich 1932 Aaltonen mit einem Gipsentwurf, der 1934 in Bronze gegossen und dann 1939 fertiggestellt wurde.
In Bertolt Brechts Flüchtlingsgesprächen, die im Restaurant des benachbarten Bahnhofs spielen, wird das Denkmal erwähnt. Die Kivi-Skulptur sehe danach so aus, als ob er von einem Stück Brot träume. Brecht hatte das Denkmal im April 1940 gesehen.